# Isinliví
Isinliví ist eine Ortschaft und eine Parroquia rural („ländliches Kirchspiel“) im Kanton Sigchos der ecuadorianischen Provinz Cotopaxi. Die Parroquia besitzt eine Fläche von 84,51 km². Die Einwohnerzahl lag im Jahr 2010 bei 3227.

## Lage
Die Parroquia Isinliví liegt in der Cordillera Occidental im Nordwesten der Provinz Cotopaxi. Der Oberlauf des Río Toachi fließt entlang der westlichen Verwaltungsgrenze nach Norden und entwässert dabei das Areal. Entlang der östlichen Verwaltungsgrenze verläuft ein Bergkamm, der im Südosten im Cerro Jatún Munca eine Höhe von 4263 m erreicht. Der 2945 m hoch gelegene Hauptort Isinliví befindet sich 6 km südsüdöstlich vom Kantonshauptort Sigchos.
Die Parroquia Isinliví grenzt im Norden an die Parroquia Sigchos, im Nordosten an die Parroquia Toacaso (Kanton Latacunga), im Südosten an die Parroquia Cochapamba (Kanton Saquisilí), im Süden an die Parroquia Guangaje (Kanton Pujilí) sowie im Westen an die Parroquia Chugchilán.

## Orte und Siedlungen
In der Parroquia gibt es 11 Comunidades: Samilpamba, Quilagpamba, Guantugloma, Malinuapamba, La Quinta Tunguiche, El Salado, Guantoaló, La Provincia, Gungomalag, Isinliví Centro, Hierva Buena und Cochaló.

## Geschichte
Die Parroquia Isinliví wurde 1852 gegründet. Die Parroquia gehörte anfangs zum Kanton Pujilí und kam später zum neu geschaffenen Kanton Sigchos.

## Bevölkerung
45 Prozent der Bevölkerung betrachten sich als Indigene, 52 Prozent als Mestizen.